# Time, Love & Tenderness
《Time, Love & Tenderness》는 미국의 싱어송라이터 마이클 볼튼의 일곱 번째 스튜디오 음반이다. 이 음반은 1991년 4월 23일 컬럼비아 레코드에 의해 발매되었고, 월터 아파나시에프와 마이클 볼튼에 의해 프로듀싱을 맡았다. 이 음반은 빌보드 200 차트에서 1위를 차지했으며, 퍼시 슬레지의 〈When a Man Loves a Woman〉의 커버가 빌보드 핫 100 차트에서 1위에 올랐고, 〈Love Is a Wonderful Thing〉이 4위에 올랐으며, 〈Time, Love and Tenderness〉는 7위에 올랐고, 〈Missing You Now〉는 12위에 올랐다. 영국에서도 4곡 모두 40위권 안에 들었고, 영국에서만 발매된 5번째 싱글 음반인 〈Steel Bars〉도 볼튼이 밥 딜런과 작곡 협업한 결과였다.